# Шауферт, Ипполит Август
Ипполит Август Ша́уферт (нем. Hippolyt August Schaufert; 5 марта 1834, Винвайлер — 18 мая 1872, Шпайер) — немецкий драматург.

## Биография
Ипполит Август Шауферт родился 5 марта 1834 года в Германии в земле Рейнланд-Пфальц в городке Винвайлере в семье судебного пристава, где стал седьмым ребёнком в семье.
Получил юридическое образование в Мюнхенском университете.
После того как в 1868 году его первая комедия Schach dem König была премирована венским гофбург-театром, Шауферт написал ряд пьес (Vater Brahm и др.), которые, согласно ЭСБЕ: «как и первое его произведение, обнаруживают в авторе недюжинный юмор и уменье рисовать комические житейские сценки».
Ипполит Август Шауферт скончался 18 мая 1872 года в Шпайере.